# کهیرو، بوریرو
کهیرو (به انگلیسی: Khairo Buriro) یک منطقهٔ مسکونی در پاکستان است که در ایالت سند واقع شده‌است. کهیرو ۵۹ متر بالاتر از سطح دریا واقع شده‌است.